# Viaggi di nozze
Viaggi di nozze è un film a episodi italiano del 1995 diretto e interpretato da Carlo Verdone.

## Trama
Il film segue, intrecciandole, le vicende di tre coppie di novelli sposi, dal matrimonio al viaggio di nozze.
Raniero e Fosca

Raniero

Il professore e primario di mezza età Raniero Cotti Borroni, medico appartenente all'alta borghesia e rimasto vedovo della moglie Scilla, convola a nozze con la giovane e fragile Fosca, donna di bassa estrazione sociale, che lo sposa in segno di riconoscenza per averla aiutata con la madre malata. Durante il viaggio di nozze Fosca s'accorge di avere commesso un errore irreparabile: Raniero è un barone della medicina e pensa al lavoro 24 ore su 24, al punto da non spegnere il cellulare nemmeno sull'altare e neanche la prima notte di nozze. Egli, inoltre, ha organizzato la luna di miele in modo che sia identica a quella con Scilla andando a Venezia all'Hotel Danieli nella stessa stanza, e tedia la nuova consorte con ogni sorta di pignoleria: programma la posizione delle tombe in cui saranno sepolti nella cappella di famiglia al Cimitero del Verano, le fa indossare gli abiti di Scilla, la istruisce perfino sulle posizioni da assumere durante il primo rapporto sessuale e le prospetta che dovrà fare da badante all’anziana madre, paralizzata dopo un ictus, e affrontare le feroci proteste dei figli, contrari al matrimonio. Fosca prova in ogni modo a fuggire dall'opprimente marito che nel frattempo la farà visitare da un collega neurochirugo a Bologna e all'Ospedale Militare di Padova, ma dopo una serie di sventure e l'allucinante prima notte di nozze, finisce per suicidarsi buttandosi dal balcone della stanza d'albergo a Venezia, come aveva fatto Scilla cinque anni prima; durante il funerale Raniero si accorge di avere lasciato il cellulare nella bara di Fosca e la fa riaprire per rispondere alla telefonata di una paziente, con la quale inizia subito a flirtare, facendo presumere che la storia di Scilla e Fosca sia destinata a ripetersi.
Giovannino e Valeriana
Il candido e bonaccione Giovannino sposa l'eterna fidanzata Valeriana. Dopo un'interminabile predica dello zio frate che celebra la funzione, i due corrono a imbarcarsi per una crociera nel mar Mediterraneo tra Tunisi e Il Cairo ma, poco prima di salpare, una telefonata inaspettata costringe Giovannino a lasciare Valeriana e tornare a Roma: l'infermiera albanese dell'anziano padre Renato si è dimessa e urge trovare una nuova sistemazione. I suoi fratelli gli negano qualsiasi aiuto rinfacciando a Giovannino di essere stato aiutato economicamente molto di più rispetto a loro dall'anziano padre, così che il malcapitato Giovannino è costretto a lasciare l'uomo da sua madre, che dopo essersi separata si è rifatta una vita con l'avvocato Taddei; nel frattempo è Valeriana a sbarcare, poiché sua sorella Gloria ha tentato il suicidio in seguito a un tradimento del marito Stefano. Soccorsa Gloria in un motel della periferia romana, i due scoprono che questa aveva soltanto simulato il suicidio: messa alle strette, la donna ammette di esser stata lei a tradire il marito, poi insulta pesantemente Giovannino e Valeriana e fugge a bordo della loro auto con il figlio di pochi mesi. Successivamente la polizia ritrova la fuggitiva, che durante la fuga ha distrutto l'automobile; mentre firmano il verbale, alla centrale di polizia arriva Renato, fuggito dalla casa dell'ex moglie accusata anche di adulterio e che il fratello di Giovannino Ugo, sia tra l'altro figlio dell'Avvocato Taddei. I due neo-sposi vedono sfumare definitivamente la loro vacanza e si ritrovano in una squallida località balneare vicino al lido di Ostia con Renato al seguito; la coppia riflette su quanto i rispettivi parenti siano gretti e cattivi nei loro confronti, ma trovano la forza di reagire e decidono di riprogrammare il loro viaggio di nozze per il successivo Natale.
Ivano e Jessica
Ivano, giovane coatto romano di famiglia arricchita proprietaria di un ristorante, sposa Jessica, sua copia esatta in cafoneria e volgarità. Dopo una trasgressiva cerimonia, i due partono per un viaggio tra alberghi e discoteche della Toscana, dove consumano rapporti sessuali in situazioni al limite al grido di "O famo strano?". Quando uno dei loro amplessi fallisce, tra i due subentra una crisi che tentano di risolvere con un metodo singolare: fingere di essere due sconosciuti, ben più tranquilli ed educati, che si incontrano per caso in un ristorante della Versilia, dove inizieranno un gioco di seduzione. Tuttavia l'espediente fallisce e i due comprendono di non sentirsi più attratti l'uno dall'altra, senza capirne il perché. I novelli sposi si uniranno allora a una coppia di amici per una serata in discoteca al "Prognosi riservata", dove Ivano scatenerà la gelosia di Jessica flirtando con una provocante spogliarellista. Mandata a monte la serata, le due coppie constatano a malincuore di non trovare più nulla di originale nel mondo consumistico, dove qualsiasi cosa, anche la più trasgressiva, è già stata vista e fatta. Ivano e Jessica tornano quindi a casa, dove si trovano alle prese con la noia e la monotonia della vita di coppia.

## Produzione
Le principali location sono: 
- Roma[1]: ufficio postale di via Marmorata, Chiesa di San Giuseppe Cottolengo, viale Città d'Europa, 6; Chiesa di Santa Caterina da Siena, Pamphili Park Residence, Ristorante Paradiso Terrestre, via del Babuino, 152
- Firenze[1] : lungarno Guicciardini, 37
- Venezia[1] : Hotel Danieli, Ca' Zenobio degli Armeni, Rio di San Severo
- Bologna[1] : via Clavature
- Guidonia Montecelio[1] : Aquapiper (Via Maremmana Inferiore, 354)
- Forte dei Marmi[1] : pontile sulla spiaggia, via Michelangelo Buonarroti
- Genova[1] : Porto di Genova
- Viterbo[1] : SS 675 Umbro-Laziale in località Primono
- Fiumicino[1] : aeroporto Leonardo da Vinci e chiesa in via Casale di Santa Lucia, 48
- Padova : basilica di Sant’Antonio

La scena dove Ivano e Jessica fanno il bagno all'aquafan, girata a Guidonia Montecelio, è nata casualmente da un'idea di Carlo Verdone e Claudia Gerini. Secondo il copione originale, che prevedeva Tarquinia come set, Jessica doveva restare nuda mentre prendeva il sole; ma poiché nei paraggi erano stati avvistati diversi paparazzi e inoltre stava per iniziare a piovere, Carlo e Claudia s'innervosirono e in poco meno di un'ora impostarono insieme la scena poi inserita nel montaggio definitivo. Lo stesso Verdone ha dichiarato come Claudia si fosse divertita a girare questa scena e di come Rita Cecchi Gori fosse invece contraria riguardo a questa modifica improvvisa.
Durante le riprese della scena, inoltre, si verificò un incidente: nella scena in cui Ivano sta tuffandosi in piscina per raggiungere Jessica, Verdone batté accidentalmente la schiena riportando una frattura alla colonna vertebrale, per cui si rese necessario operarlo.
Nel cast appaiono il futuro rapper Tony Effe, durante la scena del matrimonio di Ivano e Jessica e il futuro calciatore Wladimiro Falcone, attuale portiere del Lecce, che all'epoca aveva solo tre mesi, nel ruolo del figlio di Gloria e Stefano.

## Colonna sonora
La colonna sonora è incentrata tra hard rock, grunge, alt rock, punk e heavy metal soprattutto per la storia di Ivano e Jessica.
- Bringing Down The Light di Robert Fripp & David Sylvian dall'album The First Day (1993)
- Cold Metal di Iggy Pop dall'album Instinct (1988)
- Super Sex dei Morphine dall'album Yes (1995)
- Honey White dei Morphine dall'album Yes (1995)
- I Know You (Part One) dei Morphine dall'album Good (1992)
- Do You Take This Man? di Diamanda Galás & John Paul Jones dall'album The Sporting Life (1994)
- I Witness dei Black Sabbath dall'album Cross Purposes (1994) erroneamente accreditati nei titoli di coda come Blak Sabbat

Nel film inoltre vengono citati da Ivano e Jessica i Nirvana, i Megadeth, Santana, i Pearl Jam e Courtney Love

## Incassi
Il film all'epoca dell'uscita incassò oltre 24 miliardi di lire, risultando campione d'incassi assoluto nella stagione 1995/1996 davanti al disneyano Pocahontas e il cinepanettone Vacanze di Natale '95.